# Орешок
Орешок — посёлок в Урицком районе Орловской области России. Входит в состав Богдановского сельского поселения.

## География
Посёлок находится на расстоянии 3 км к югу от посёлка городского типа Нарышкино, административного центра района.

### Часовой пояс
Посёлок Орешок, как и вся Орловская область, находится в часовой зоне МСК (московское время). Смещение применяемого времени относительно UTC составляет +3:00.

## Население
| 2010 |
| ---- |
| 7    |

## Улицы
В посёлке имеется одна улица — Ореховая.